# Jan Kanty Steczkowski

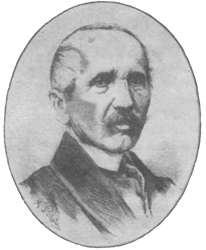
Jan Kanty Steczkowski

Jan Kanty Steczkowski (* 16. Oktober 1862; † 3. September 1929) war ein polnischer Politiker und von 1916 bis 1918 Ministerpräsident des Regentschaftskönigreichs Polen.

## Biographie
Am 7. Dezember 1917 wurde der Ökonom und Jurist von Jan Kucharzewski zum Finanzminister in dessen Kabinett berufen. Dieses behielt er bis zum Ende von dessen Amtszeit am 27. Februar 1918.
Am 4. April 1918 wurde er dann als Nachfolger von Antoni Ponikowski selbst Ministerpräsident des Regentschaftskönigreichs Polen. Allerdings musste er bereits am 23. Oktober 1918 dieses Amt wiederum an Józef Świeżyński abtreten. Vom 4. April bis zum 5. September 1918 übernahm er in seinem Kabinett zugleich das Amt des Finanzministers. Als konservativer Landbesitzer erhoffte er sich durch Besitzabtretungen an das Deutsche Kaiserreich deren großzügigere Betrachtung der polnischen Interessen an Chełm und Vilnius, zumal Deutschland im Frühjahr und Sommer 1918 noch als Sieger an der Ostfront aussah.
Im Kabinett von Wincenty Witos übernahm er am 26. November 1920 erneut das Amt des Finanzministers, das er bis zum Ende von dessen Amtszeit am 19. September 1921 ausübte.
Nach dem Ausscheiden aus dem politischen Leben wurde er dann Direktor der Bank Gospodarstwa Krajowego in Warschau.